# Luther (1928)
Luther é um filme alemão de 1928, do gênero drama histórico-biográfico, dirigido por Hans Kyser, com roteiro de Bruno Doehring baseado na vida de Martinho Lutero, pai da Reforma Protestante.

## Elenco
- Eugen Klöpfer como Martinho Lutero
- Rudolf Lettinger como pai de Lutero
- Elsa Wagner como a mãe de Lutero
- Livio Pavanelli como Alexius, amigo de Lutero
- Arthur Kraußneck como Staupitz
- Karl Platen como o Irmão Franziskus
- Theodor Loos como Melâncton
- Hermann Vallentin como Karlstadt
- Karl Elzer como Frederico o Sábio
- Werner Schott como João, Eleitor da Saxonia
- Ferdinand von Alten como Miltitz
- Bruno Kastner como Ulrich von Hutten
- Leopold von Ledebur como Sickingen
- Ernst Rückert como Reichsherold Kaspar Sturm
- Georg Schmieter como Georg von Frundsberg
- Max Maximilian como Hans Sachs
- Max Grünberg, como Albrecht Dürer
- Jakob Tiedtke como Tetzel
- Hans Wassmann como Ladrão, Barão
- Alexander Murski como a impressora Hans Lufft
- Heinz Salfner como Capitão Berlepsch
- Hans Carl Müller como Carlos 1.º da Espanha
- Max Schreck como Alexander
- Georg João como aleijado